# Jaufré Rudel
Jaufré Rudel de Blaye, en occitano original Jaufrés Rudèls de Blaia (ca. 1113 en Blaye - ca. 1170) fue un trovador y poeta aquitano en lengua de oc.

## Biografía
Llamado "el príncipe de Blaye", villa cercana a Burdeos, en el estuario del Garona, de la que fue señor, era un caballero de la corte de Leonor de Aquitania originario de Saintonge y estuvo relacionado con Alfonso Jordán de Tolosa y con Hugo VII de Lusignan. Participó en la Segunda Cruzada (1147-1149), organizada por el rey Luis VII de Francia. Según la leyenda, habría oído hablar de la princesa de Trípoli y se enamoró de oídas, pero perdidamente, de ella. En el curso de la Segunda Cruzada cayó muerto en los brazos de la princesa de Trípoli.
Escribió chansons de amor en que habla de «L'amour de loin» (amor lejano), es decir, el amor imposible y sin esperanza, celebrando quizá a la condesa Hodierna de Trípoli, una dama de buen linaje e inaccesible, o según otros a Melisenda, hija del conde Raimundo I, descendiente de los condes de Toulouse, y de Hodierna de Jerusalén, hija a su vez de Balduino du Bourg y de la princesa armenia Morfia de Melitene; de ella habría oído hablar a algunos peregrinos de Antioquía. Parece que falleció realmente de amor por una dama establecida en Oriente y que, por razones materiales o psicológicas, este amor fue un amor imposible, amour de loin o, en su nativa lengua provenzal, («amor de lonh» o «amor de terra londhana»). Han subsistido seis, según otros ocho poemas de Rudel, de los cuales cuatro poseen notación melódica. Fueron editados por el medievalista Alfred Jeanroy.

## La leyenda
La leyenda se recoge en una de las numerosas rasós o vidas de trovadores provenzales que se han transmitido, y dice así: enamorado de oídas, empezó a escribir poemas a esta musa según las reglas del amor cortés, una de las cuales era no mencionar el nombre de la dama. Como su pasión crecía y no se menguaba, se le hizo necesario hacer tan largo viaje para ir a cantarle sus sentimientos de tú a tú, pero el trayecto era largo y costoso, y Jaufré era pobre y además tenía una salud precaria. Se propuso por lo menos que ella supiera de él y confió sus escritos a los caballeros que partían a Tierra Santa y les hacía prometer que los harían llegar a las manos de Melisenda. Tardó años, pero logró ahorrar lo suficiente para embarcarse y conocer a la protagonista de sus pensamientos a la que dedicaba cada verso que escribía.
Se embarcó en Marsella en una nave templaria; pero su salud ya se había quebrantado mucho y las penurias de la travesía le dieron la puntilla; llegó gravemente enfermo a Palestina. Aun así, arribó a Trípoli y se acercó al palacio pidiendo audiencia con la condesa, pero los guardias se rieron de él y le dieron largas. Su insistencia hizo, sin embargo, que la señora supiese de su presencia y murió en sus brazos, como cuenta la "vida" (reseña biográfica) anónima:
Él enfermó estando en la nave, y fue llevado a Trípoli, a un albergue y tenido por muerto. Se lo hicieron saber a la Condesa; y ella fue a él, hasta su lecho y lo tomó entre sus brazos. Y él supo que era ella, que era la Condesa y al momento recobró el oído y la respiración, y loaba a Dios que la había mantenido con vida hasta que la hubo visto. Y así él murió entre sus brazos. Y ella lo hizo sepultar con gran honor en la casa del Temple. Y luego, en aquel mismo día, ella se hizo monja, por el gran dolor que sentía por la muerte de él.
La leyenda de Jaufré Rudel les resultó un tema irresistible a los poetas del Romanticismo. Escribieron sobre él Ludwig Uhland, Heinrich Heine, Robert Browning (Rudel to the Lady of Tripoli) y Giosuè Carducci (Jaufré Rudel). Algernon Charles Swinburne retomó este tema constantemente desde su The Triumph of Time, en The Death of Rudel y en Rudel in Paradise (también titulado The Golden House) . Inspiró la pieza teatral de Edmond Rostand La Princesse lointaine (La princesa lejana) y la ópera L'amour de loin de Kaija Saariaho, sobre libreto de Amin Maalouf. También el compositor mexicano Ricardo Castro estrenó en 1906 una ópera sobre el tema titulada "La Leyenda de Rudel",con libreto de Henry Brodi. En 1926, sir Nizamat Jung Bahadur, de Hyderabad, escribió también un poema de épica culta sobre este tema, Rudel of Blaye. Recientemente, José Guadalajara ha realizado una versión de esta leyenda bajo el personaje de Jorge de Rudelia, trasunto de Jaufré Rudel, en su novela histórica El alquimista del tiempo (2015).

## Galería

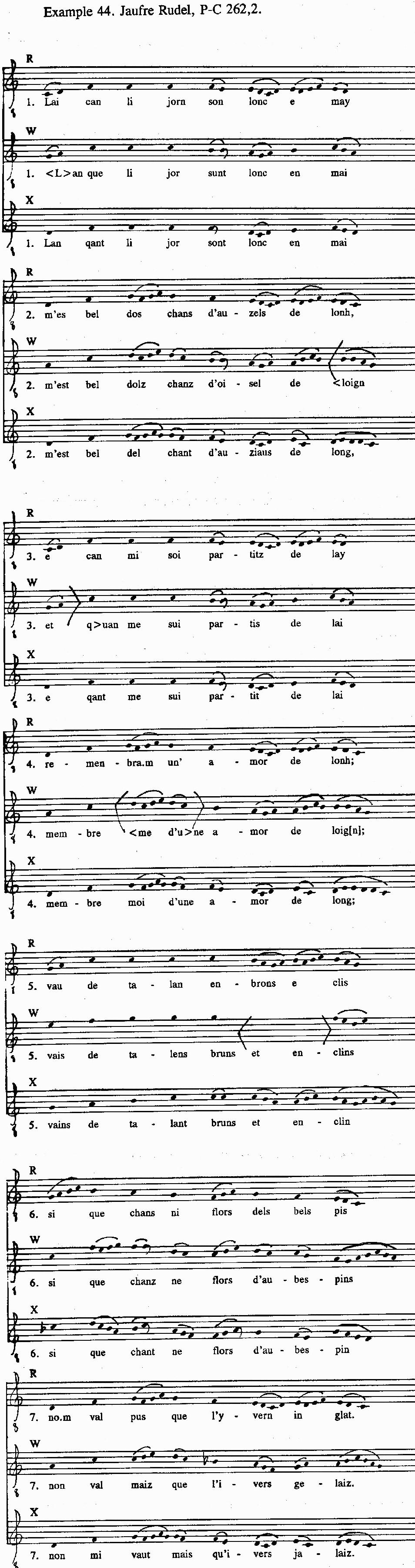

## Mejores Obras
- Belhs m'es l'estius e·l temps floritz
- De monte lapis
- Lanqand li jorn son lonc en mai
- Lan quan lo temps renovelha
- No sap chantar qi so non di (2'55>)
- Pro ai del chan essenhadors
- Qan lo rius de la fontana
- Qand lo rossignols el foillos
- Qui non sap esser chantaire